# Federazione di baseball e softball del Camerun
La Federazione camerunese di baseball e softball (eng. Cameroon Baseball & Softball Federation) è un'organizzazione fondata per governare la pratica del baseball e del softball in Camerun.
Organizza il campionato maschile e di softball femminile, e pone sotto la propria egida la nazionale maschile e di softball femminile.